# Andrew Green, Baron Green of Deddington

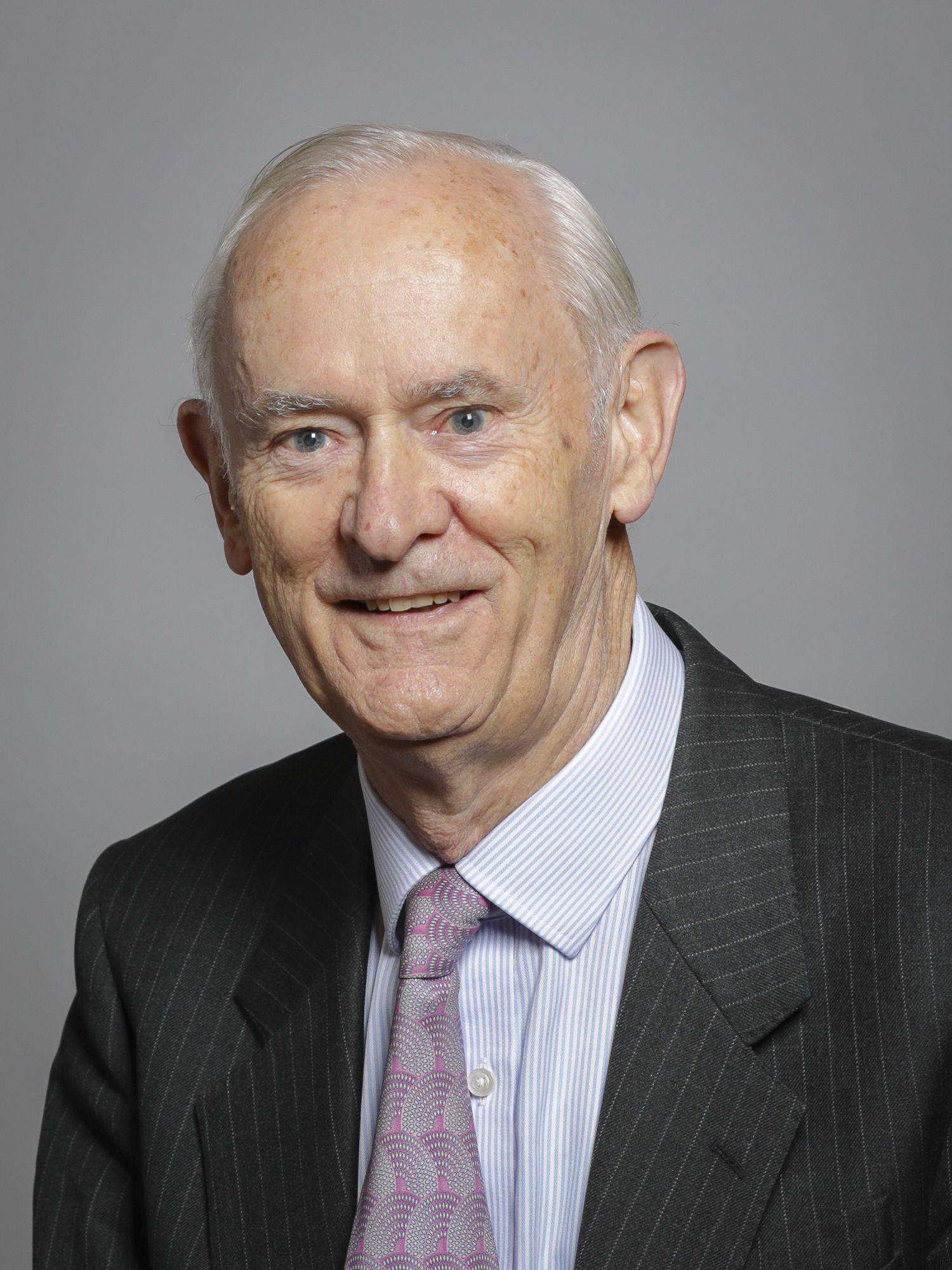
Andrew Green, Baron Green of Deddington

Andrew Fleming Green, Baron Green of Deddington, KCMG (* 6. August 1941) ist ein britischer Diplomat und parteiloser Politiker, der unter anderem zwischen 1991 und 1994 Botschafter in Syrien sowie von 1996 bis 2000 Botschafter in Saudi-Arabien war. Er war zudem zwischen 2001 und 2019 Vorsitzender von MigrationWatch UK, deren Präsident er seit 2019 ist. Seit 2014 ist er als Life Peer Mitglied des House of Lords.

## Leben
Andrew Fleming Green absolvierte nach dem Besuch des Haileybury and Imperial Service College ein Studium der Natur- und Wirtschaftswissenschaften am Magdalene College der University of Cambridge, welches er 1962 beendete. Im Anschluss absolvierte er einen dreijährigen Militärdienst im Infanterieregiment der Royal Green Jackets. Daraufhin trat er in den diplomatischen Dienst (HM Diplomatic Service) des Außenministeriums und verbrachte nach einem Studium der arabischen Sprache im Libanon die Hälfte seiner Laufbahn im Nahen Osten, wo er in sechs Positionen an Auslandsvertretungen diente. Den Rest seiner Dienstzeit verbrachte er in London, Paris und Washington, D.C. und war unter anderem zwischen 1982 und 1985 Botschaftsrat an der Botschaft in den USA sowie von 1985 bis 1988 Botschaftsrat und Kanzler der Botschaft in Saudi-Arabien. Nach seiner Rückkehr fungierte er im Ministerium für Auswärtiges und den Commonwealth of Nations (Foreign and Commonwealth Office (FCO)) zwischen 1988 und 1991 als Leiter des Referats für Sicherheitskoordination und wurde für seine Verdienste 1991 zum Companion des Order of St Michael and St George (CMG) ernannt.
1991 wurde Green nach der Wiederaufnahme diplomatischer Beziehungen zum Botschafter in Syrien ernannt und verblieb auf diesem Posten in Damaskus bis 1994, woraufhin Adrian Sindall ihn ablöste. 1994 kehrte er ins Ministerium für Auswärtiges und den Commonwealth of Nations zurück und war dort bis 1996 im Range eines Assistant Under-Secretary Leiter der Unterabteilung für den Mittleren Osten. 1996 übernahm er von Sir David Gore-Booth das Amt als Botschafter in Saudi-Arabien und hatte diesen diplomatischen Posten in Riad bis zu seiner Ablösung durch Sir Derek Plumbly 2000 inne. Für seine Verdienste wurde er 1998 als Knight Commander des Order of St Michael and St George (KCMG) geadelt, so dass er fortan das Prädikat „Sir“ führte.
Nach seinem Ausscheiden aus dem diplomatischen Dienst engagierte sich Sir Andrew Green für MigrationWatch UK, eine nach eigenen Angaben gemeinnützige, überparteiliche Denkfabrik, die eine Beschränkung der Einwanderung nach Großbritannien fordert, um die Bevölkerungszahl des Landes zu stabilisieren, und war zunächst zwischen 2001 und 2019 deren Vorsitzender und ist seit 2019 Präsident dieser Organisation. Er wurde am 28. November 2014 als Baron Green of Deddington, of Deddington in the County of Oxfordshire, zum Life Peer aufgrund des Life Peerages Act 1958 der Peerage of the United Kingdom erhoben, wodurch er parteiloses Mitglied (Crossbencher) des House of Lords, des Oberhauses des Parlaments, wurde.